# Shashikala
Shashikala Saigal, née Jawalkar le 4 août 1932 et morte le 4 avril 2021, est une actrice indienne, appelée par son prénom. Elle a joué des rôles secondaires dans des centaines de films de Bollywood, à partir des années 1940. Elle remporte deux Filmfare Awards de la meilleure actrice dans un second rôle, en 1963 pour Aarti (en) et en 1964 pour le film Gumrah (en).

## Biographie

### Jeunesse
Shashikala Jawalkar est l'une des six enfants, nés à Solapur, Maharashtra, dans une famille hindoue de la caste Bhavsar Shimpi. À l'âge de 5 ans, elle a déjà dansé, chanté et joué sur scène dans de nombreuses villes du district de Solapur. Lorsque Shashikala est pré-adolescente, par malchance, son père fait faillite et emmène sa famille à Bombay, où il pense que Shashikala, la plus belle et la plus douée de ses enfants, peut trouver du travail dans le cinéma. Pendant un certain temps, la famille vit chez des amis et survit à peine, tandis que Shashikala erre d'un studio à l'autre à la recherche d'un emploi. Elle gagne un peu d'argent jusqu'à ce qu'elle rencontre Noor Jehan, la reine de l'écran. Le mari de Noor Jehan, Shaukat Hussain Rizvi (en), tourne alors le film Zeenat et il inclut Shashikala dans une scène de Qawwali. Elle travaille avec Shammi Kapoor dans le film Daku (1955). Elle lutte et obtient de petits rôles dans des films réalisés par P. N. Arora, Amiya Chakravarti et quelques autres producteurs.
Elle devient célèbre grâce à son rôle dans le film hindi Pugdi (1948) produit par Prem Narayan Arora. Elle obtient des rôles dans Teen Batti Char Raasta (en) (1953) de V. Shantaram et dans quelques autres films. Alors qu'elle a une vingtaine d'années, Shashikala rencontre et épouse Om Prakash Saigal, qui fait partie de la famille de K. L. Saigal (en). Ils ont deux filles.

### Rôles secondaires acclamés
En 1959, elle apparait dans Sujata de Bimal Roy. Dans Aarti (1962) de Tarachand Barjatya (en), avec Meena Kumari, Ashok Kumar et Pradeep Kumar (en), Shashikala joue un rôle négatif, ce qui lui vaut un Filmfare Award.

## Récompenses
Récompense civile
- 2007 – Padma Shri – Quatrième plus haute distinction civile décernée par le Gouvernement de l'Inde[2],[3]

Récompenses cinématographiques
| Année | Prix                                                                 | Film                     | Catégorie                             | Résultat   | Réf.        |
| ----- | -------------------------------------------------------------------- | ------------------------ | ------------------------------------- | ---------- | ----------- |
| 1962  | Prix de l'association des journalistes cinématographiques du Bengale | Aarti (en)               | Meilleur second rôle (Hindi)          | Lauréat    | [ 4 ] [ 5 ] |
| 1963  | Prix de l'association des journalistes cinématographiques du Bengale | Gumrah (en)              | Meilleur second rôle (Hindi)          | Lauréat    | [ 4 ] [ 5 ] |
| 1969  | Prix de l'association des journalistes cinématographiques du Bengale | Rahgir                   | Meilleur second rôle (Hindi)          | Lauréat    | [ 4 ] [ 5 ] |
| 1960  | Filmfare Awards                                                      | Sujata                   | Meilleure actrice dans un second rôle | Nomination | ,           |
| 1963  | Filmfare Awards                                                      | Aarti (en)               | Meilleure actrice dans un second rôle | Lauréat    | ,           |
| 1964  | Filmfare Awards                                                      | Gumrah (en)              | Meilleure actrice dans un second rôle | Lauréat    | ,           |
| 1965  | Filmfare Awards                                                      | Ayee Milan Ki Bela (en)  | Meilleure actrice dans un second rôle | Nomination | ,           |
| 1966  | Filmfare Awards                                                      | Himalay Ki God Mein (en) | Meilleure actrice dans un second rôle | Nomination | ,           |
| 1967  | Filmfare Awards                                                      | Phool Aur Patthar (en)   | Meilleure actrice dans un second rôle | Nomination | ,           |
| 1967  | Filmfare Awards                                                      | Anupama (en)             | Meilleure actrice dans un second rôle | Nomination | ,           |
| 1969  | Filmfare Awards                                                      | Neel Kamal (en)          | Meilleure actrice dans un second rôle | Nomination | ,           |

### Note
- (en) Cet article est partiellement ou en totalité issu de l’article de Wikipédia en anglais intitulé « Shashikala » (voir la liste des auteurs).